# C.O.G.
C.O.G. là một bộ phim hài kịch của Mỹ được đạo diễn và viết bởi Kyle Patrick Alvarez và có sự tham gia của Jonathan Groff. Bộ phim dựa trên một câu chuyện ngắn David Sedaris từ cuốn sách tiểu luận thu thập được của ông, Naked. Nó đánh dấu lần đầu tiên một trong những câu chuyện của Sedaris được chuyển thể thành phim. Và diễn viên phụ là Denis O'Hare, Casey Wilson, Dean Stockwell, Troian Bellisario, và Corey Stoll.

## Nội dung
David (Jonathan Groff) đi du lịch bằng xe buýt, kéo dài những ngày khó chịu và làm phiền mọi người. Trong khi đang đọc On the Origin of Species, David bị gián đoạn bởi một người đàn ông hỏi anh ta nếu anh ta đã mở lòng với Chúa Giêsu. David trả lời rằng ông không tin vào tôn giáo. David đến đích và gọi điện về nhà để lại tin nhắn cho mẹ, yêu cầu cô đừng bận tâm xin lỗi anh. Anh ta bảo cô đừng gọi anh ta và anh ta sẽ tắt radar một lúc. Anh đến một trang trại táo để làm việc và nói chuyện với chủ trang trại già Hobbs (Dean Stockwell), và nói dối về tên của mình là Samuel thay vì David. Anh ta cũng nói rằng một cô gái tên Jennifer sẽ tham gia cùng anh ta vào tuần sau. Hobbs cho David một vị trí trong vườn cây và sau đó đưa David đến khu vực sinh sống của mình, một nhà kho với hầu hết các công nhân nói tiếng Tây Ban Nha đã sống ở đó. Anh được giới thiệu với Pedro (Eloy Méndez), người sẽ huấn luyện anh. Sau đó, David nói với Pedro rằng Jennifer không đi du lịch với anh ta vì cô ta muốn đi du lịch với một người mà cô ta vừa gặp, người không có chỗ cho David trong xe. Hobbs bắt David chùng xuống và bảo anh ta lấy một chiếc xe tăng và mang nó vào thị trấn để chứa đầy xăng. Sau khi mang xe tăng đến thị trấn bằng cách đi bộ, anh ta được Jon (Denis O'Hare) tiếp cận, người cố gắng đưa cho anh ta một "C.O.G." Sau đó, David hỏi liệu David có để Jesus vào lòng mình không. David trả lời: "Tôi là người vô thần." Jon liên tục đề nghị giúp anh ta với bình xăng, nhưng David từ chối và miệt mài kéo chiếc xe tăng trở lại. Trong bữa tối hôm đó, Pedro và David cố gắng trò chuyện bất chấp rào cản ngôn ngữ. Pedro chỉ vào chiếc áo len Yale của David và hỏi xem có nhiều "người" (phụ nữ) ở đó không, sau đó hỏi David có bạn gái không. David hiểu lầm, nói rằng anh ta không có con gái. Pedro cố gắng làm rõ bằng cách sử dụng bàn tay của mình để mime vú và quan hệ tình dục, điều này làm bối rối và tán tỉnh David, người kiên quyết nói, "Chắc chắn không có người nổi tiếng."
Trong khi nói chuyện với Pedro vào ngày hôm sau, anh ấy nhìn lên và thấy Jennifer (Troian Bellisario) đứng trước mặt anh. Sau cuộc hội ngộ hào hứng ngắn ngủi, Jennifer đặt câu hỏi tại sao anh lại mặc áo len Yale và tại sao mọi người nghĩ tên anh là Samuel. David rất phấn khích và không thể chờ đợi để làm việc với cô ấy, sau đó thông báo cho đối tác du lịch của cô, Rob, đứng cạnh xe. Tại quán ăn địa phương, Jennifer nói với David rằng cô sẽ không ở lại để làm việc với anh ta trong trang trại. David tức giận vì đã bỏ rơi anh ta và sau đó gọi cô là một con đĩ vì đã quan hệ tình dục với Rob trong xe của anh ta. Cô nói với David rằng người dân ở Oregon là rác rưởi và cố gắng thuyết phục anh ta đến San Francisco với họ nhưng David vẫn bướng bỉnh, nói với cô rằng anh ta rất ổn. Jennifer nói rằng cô ấy biết điều này thực sự là gì, ngụ ý rằng một cái gì đó đã xảy ra ở nhà và nói, "Chỉ vì bạn tránh chúng, không có nghĩa là họ sẽ nhớ bạn." Sau khi cô bảo anh vượt qua chuyện đó, David nói với cô rằng mối quan hệ của cô với Rob sẽ chấm dứt, và cô sẽ chạy đến bên anh trong nước mắt vì cô sẽ không bao giờ tìm thấy ai tốt như anh. "Tôi biết," cô nói. Hai người sau đó ôm nhau và Jennifer rời đi trong xe của Rob.
Ngày hôm sau, Pedro rời Los Angeles để tìm công việc tốt hơn. Hobbs nghĩ rằng David sẽ không ở lại lâu hơn nữa khi Jennifer đã rời đi. Nhưng anh ta nói với Hobbs rằng anh ta muốn ở lại lâu hơn một chút, vì vậy Hobbs giao anh ta cho nhà máy phân loại táo xuống đường. David cố gắng gọi lại cho gia đình, để lại một tin nhắn cho mẹ và nghe có vẻ như anh ấy đang có khoảng thời gian tuyệt vời. Tại nhà máy, đồng nghiệp của anh, Debbie (Dale Dickey) từ chối trò chuyện với anh. David và xoăn (Corey Stoll), người điều khiển xe nâng, để ý nhau từ bên kia phòng. Cuối cùng, xoăn kết bạn với David sau khi chứng kiến đồng nghiệp chế giễu David trong bữa trưa. David và xoăn ngày càng thân thiết, và David yêu cầu xoăn lấy đồ uống. Sau đó, xoăn mời David đến nhà của mẹ mình, nơi David tiết lộ rằng anh ta không nói chuyện với mẹ của mình. Cuộc trò chuyện trở nên tán tỉnh và xoăn đưa David đến phòng ngủ của mình để tiết lộ một bộ sưu tập đồ chơi tình dục hậu môn phong phú. Quăn cố gắng để bắt đầu tình dục nhưng David hoảng loạn và đi vào phòng tắm nơi anh bò ra ngoài cửa sổ. Ngày hôm sau, anh ta nói dối với Hobbs rằng anh ta nhận được lời mời làm việc mới ở Connecticut và sau đó phát hiện ra rằng số tiền anh ta tiết kiệm đã bị đánh cắp. Anh ta tìm thấy C.O.G. tài liệu và gọi Jon, người đưa David dưới quyền của mình, cung cấp một học nghề. Jon đưa anh ta đến nhà thờ và cho phép anh ta ở lại với anh ta trong nhà để xe của Martha (Casey Wilson) và Paul, người cho phép Jon sống ở đó. Ông đào tạo David trong nghệ thuật điêu khắc đồng hồ ngọc bích. Sau khi David vô tình làm vỡ đồng hồ, Jon có một sự bùng nổ mạnh mẽ. Martha và Paul nói với Jon rằng anh và David cần tìm một nơi khác để sống và họ đề nghị một thẩm mỹ viện bỏ hoang nơi họ có thể ngủ và tiếp tục công việc đồng hồ.
Jon tiếp tục thử chuyển đổi David và bảo anh ta cầu xin Chúa hạnh phúc. Họ tiếp tục đi đến nhà thờ cùng nhau. Sau khi rời nhà thờ một ngày, Martha nói với David rằng mẹ anh đã gọi và lo lắng cho anh. Tối hôm đó, Jon đến một A.A. gặp gỡ và để David thử nghiệm các công cụ của mình. Sau đêm đó, xoăn đến và đối mặt với anh ta về việc chạy trốn. Sau khi David cố gắng xin lỗi, xoăn cố gắng tấn công tình dục David. Nhìn chằm chằm vào cây thánh giá và khóc nức nở, David cầu xin Chúa Giêsu giúp anh. Quăn dừng nỗ lực của mình và rời đi, bối rối và tức giận. Ngày hôm sau, Jon đưa David kiệt sức và đến nhà thờ nơi David quỳ trước mặt mọi người và được yêu cầu xin Chúa ban hạnh phúc, cũng như cho trẻ em và một người phụ nữ kết hôn. Anh khóc và tỏ ra thực sự hạnh phúc. Cảm động vì điều này, Jon đưa David ra ngoài và tuyên bố anh ta là C.O.G., hay "Đứa con của Chúa". Sau đó, Jon và David đóng gói đồng hồ ngọc của họ để bán tại hội chợ. David cho Jon xem một số hộp ngọc nhỏ mà anh ấy làm để bán tại hội chợ. Jon bác bỏ nó như một ý tưởng tồi, chế giễu anh ta và xúc phạm trí thông minh của anh ta. Khi họ đi đến hội chợ, họ không bán được đồng hồ. Jon tức giận sau khi một khách hàng bỏ qua đồng hồ và chọn mua một trong những chiếc hộp của David, và sau đó anh ta xúc phạm một người phụ nữ dường như không thích mua đồng hồ.
Trên đường về nhà, Jon kéo chiếc xe tải của mình qua, tức giận vì họ chỉ bán những chiếc hộp của David. Jon kể cho David một câu chuyện về thời gian của anh ta trong cuộc chiến khi một thành viên trong đội của anh ta bị tấn công và chết. Jon nói rằng khi anh ta hỏi người đàn ông hấp hối nếu anh ta có bất kỳ yêu cầu cuối cùng nào, người đàn ông yêu cầu được giữ lại. Thay vì xem đây là một người đàn ông sợ hãi cầu xin sự an ủi trong những giây phút cuối cùng của mình, Jon dường như nghĩ rằng đó là một người đồng tính luyến ái, nói rằng thay vì an ủi người đàn ông anh ta đá anh ta nhiều lần. Anh ta nói với David rằng có rất nhiều người bệnh trên thế giới phải đề phòng. Jon sau đó buộc tội anh ta giống như vậy, hỏi David rằng anh ta có bị bệnh như người đàn ông đó không. David trả lời: "Tôi ốm như họ đến." Jon sau đó chê bai anh ta và ngụ ý rằng David không thể là Kitô hữu vì Cơ đốc nhân "chắc chắn không phải là kẻ ngốc." Jon làm David rời khỏi xe ngay tại đó. David hỏi Jon nơi anh ta phải đi nhưng Jon nói với anh ta rằng anh ta không quan tâm và rằng có một trạm xe buýt trở lại đường họ đến. David bước đi khi chiếc xe tải của Jon biến mất.

## Diễn viên
- Jonathan Groff vai David (người nói với một số người tên là Samuel), nhân vật dựa trên David Sedaris khi còn là một chàng trai trẻ khi anh ta đi du lịch đến Oregon và đảm nhận công việc của một người hái táo.
- Denis O'Hare vai Jon, một người nghiện rượu, phục hồi sâu sắc, người đã đưa David (Samuel) dưới cánh của mình làm những chiếc đồng hồ hình Oregon
- Casey Wilson vai Martha, một người mẹ trẻ tốt bụng và tận tụy Cơ Đốc giáo, người cho phép David (Samuel) ở lại nhà.
- Dean Stockwell là Hobbs, một chủ trang trại cũ thuê David (Samuel) và kiếm cho anh một công việc trong nhà máy.
- Dale Dickey vai Debbie, đồng nghiệp dây chuyền lắp ráp hôi miệng của David (Samuel) trong nhà máy táo.
- Troian Bellisario vai Jennifer, người bạn của David (Samuel) bất ngờ bảo lãnh anh ta từ rất sớm.
- Corey Stoll vai Curly, người điều khiển xe nâng thân thiện tại nhà máy táo. Curly có một mối quan tâm tán tỉnh đối với David (Samuel) mà trở nên tối hơn khi bộ phim tiến triển.

## Tiếp nhận
Bộ phim nhận được phản ứng tích cực. Rotten Tomatoes mang lại cho bộ phim 70% dựa trên đánh giá từ 33 nhà phê bình và điểm trung bình là 6,5 trên 10. Sự đồng thuận quan trọng của trang này có nội dung: "Cốt truyện của COG hơi uốn khúc, nhưng các nhân vật luôn hấp dẫn và kết thúc rất phong phú." Nhận xét cho biết rằng đạo diễn kiêm nhà biên kịch Kyle Patrick Alvarez đã chuyển thể câu chuyện David Sedaris thành phim hay, chú ý đến diễn xuất của vai chính Jonathan Groff của Glee, Corey Stoll của House of Cards, Denis O'Hare, Dale Dickey, và đặc biệt là diễn viên hài Casey Wilson của Happy Endings trong một vai trò ấn tượng.

## Quay phim
C.O.G. đã được quay tại địa điểm ở Forest Grove, Oregon vào tháng 10 năm 2012.

## Phát hành
Bộ phim được công chiếu tại Liên hoan phim Sundance vào ngày 20 tháng 1 năm 2013, nơi quyền phân phối của nó được mua bởi Tính năng tập trung và nó đã được đề cử cho Giải thưởng Grand Jury trong Cuộc thi kịch của Hoa Kỳ. Nó đã được công chiếu tại Liên hoan phim quốc tế Seattle, nơi nó đã giành giải thưởng "Điện ảnh mới hay nhất của Mỹ". Bộ phim cũng đã khai mạc năm 2013 Outfest Film Festival vào ngày 10 tháng 7 năm 2013.
Bộ phim được phát hành trên VOD và ra rạp vào ngày 20 tháng 9 năm 2013.